# Cantone di Clervaux
Il Cantone di Clervaux  è un cantone del Lussemburgo settentrionale, compreso nel distretto di Diekirch. Confina a sud con i cantoni di Vianden, di Diekirch e di Wiltz, a est con il cantone di Lussemburgo, a ovest con la provincia belga del Lussemburgo (Vallonia), a nord con la provincia belga di Liegi (Vallonia), a est con il circondario di Bitburg-Prüm (Renania-Palatinato, Germania).
Il capoluogo è Clervaux. La superficie è di 342 km² e la popolazione nel 2012 era di 15 875 abitanti.
Comprende 5 comuni:
- Clervaux
- Parc Hosingen
- Troisvierges
- Weiswampach
- Wincrange

## Storia
Dal 1º gennaio 2012, i comuni di Heinerscheid e Munshausen sono stati soppressi a seguito della fusione nel comune di Clervaux, contemporaneamente sono stati soppressi anche i comuni di Consthum e Hosingen fusisi per creare il nuovo comune di Parc Hosingen. Nel contempo il cantone ha guadagnato dal cantone di Diekirch il territorio del soppresso comune di Hoscheid che ha concorso alla creazione del nuovo comune di Parc Hosingen.